# Церква Іоанна Богослова (Низи)
Церква Іоанна Богослова — православний храм та пам'ятка архітектури у смт Низи Сумської області.

## Історичні відомості
У 1678 році Г. Кондратьєв збудував першу дерев'яну церкву Іоанна Богослова в Низах у пам'ять про свого сина Івана, який загинув під час Чигиринського походу. У 1841 Дмитро Іванович, далекий нащадок Герасима, збудовав нову дерев'яну церкву на місці старої. Цукрозаводчик Микола Суханов, який був старостою Спасо-Преображенського собору мав мрію збудувати цегляний храм у Низах. Будівництво почалось у 1900 році, але у 1909 році, будучи при смерті, він заповів закінчити будівництво своїм синам і племіннику.
Храм освячений у червні 1910 року архієпископом Харківським Арсенієм. Священиком тоді був Тимон Федоров.
У радянські часи будівля храму використовувалась як овочесховище.
Реставрація проходила з 1992-1996, і після неї храм повернувся до звичного стану.